# San Francisco (Leyte Meridionale)
San Francisco è una municipalità di quinta classe delle Filippine, situata nella provincia di Leyte Meridionale, nella regione di Visayas Orientale.
San Francisco è formata da 22 barangay:
- Anislagon
- Bongawisan
- Bongbong
- Cahayag
- Causi
- Central (Pob.)
- Dakit (Pob.)
- Gabi
- Habay
- Malico
- Marayag

- Napantao
- Pasanon
- Pinamudlan
- Punta
- Santa Cruz
- Santa Paz Norte
- Santa Paz Sur
- Sudmon
- Tinaan
- Tuno
- Ubos (Pob.)